# Gerd Heinz-Mohr
Gerd Edwin Heinz-Mohr (* 28. Dezember 1913 in Rhaunen, Hunsrück; † 5. Juli 1989 auf einer Studienreise in Córdoba, Spanien) war ein deutscher evangelischer Theologe, Kunsthistoriker und Publizist.

## Leben
Heinz-Mohr wuchs in den Zeiten der Jugendbewegung während und nach dem Ersten Weltkrieg auf, die sich in der evangelischen Kirche u. a. als hochkirchliche Berneuchener Bewegung entfaltete. Das Anliegen an in neuer Weise eingeübter kirchlicher und evangelischer Frömmigkeit in Gemeinschaft und ökumenischer Offenheit prägte sein Engagement zeitlebens.
Als Gerd Edwin Mohr in Rhaunen im Hunsrück geboren, verlor er seinen Vater Karl Mohr, der in Rhaunen evangelischer Volksschullehrer war und als Unteroffizier der Reserve einrückte, schon 1914 gleich zu Anfang des Ersten Weltkrieges. Die nun alleinstehende Mutter Mathilde fand Aufnahme in Hause des Gemeindesteuerbeamten Phillip Heinz. Dieser wurde sein Pflegevater und so fügte er später dessen Namen zu seinem eigentlichen Familiennamen bei.
Nach dem Abitur 1932 in Traben-Trarbach studierte Heinz-Mohr evangelische Theologie, Philosophie, Geschichte und Kunstgeschichte. Es folgte das Vikariat als evangelischer Geistlicher in Engelskirchen. Nach dem zweiten theologischen Examen 1939 wurde er 1940 zum Wehrdienst eingezogen und geriet 1945 in sowjetische Kriegsgefangenschaft, die er in verschiedenen sibirischen Lagern unter extremen Lebensbedingungen verbringen musste. Doch auch in den Lagern gelang es ihm sich schriftstellerisch zu betätigen, und so schrieb er verschiedene volkstümliche Theaterstücke zum Trost und Ablenkung für die Mitgefangenen, die auch dort aufgeführt wurden. Das meistgespielte Stück war „Der Bürgermeister von Rhaunen“, welches auch nach dem Krieg in Rhaunen und Umgebung nochmals aufgeführt worden ist. Nach Heimkehr und Rekonvaleszenz arbeitete Heinz-Mohr als Lektor in verschiedenen Verlagen, u. a. im Furche-Verlag in Hamburg, bzw. im Burckhardthausverlag in Gelnhausen. 1951 legte er eine gesellschaftstheoretische Dissertation zum spätmittelalterlichen Philosophen Nikolaus von Kues an der philosophischen Fakultät der Universität Bonn vor: Unitas christiana. Studien zur Gesellschaftsidee des Nikolaus von Kues im geistigen Zusammenhang ihrer Vorgeschichte. Nikolaus von Kues hatte neues Interesse geweckt als Vertreter einer einenden und nicht polarisierenden Sozialphilosophie. Heinz-Mohr blieb Mitglied des wissenschaftlichen Beirats der Cusanus-Gesellschaft. Nikolaus von Kues weckte auch das Interesse für das Lebensmoment des Spiels.
Während seiner Mitarbeit in der Evangelischen Akademie Loccum nach 1953 initiierte er „Tage geistlicher Übung“, die sich durch Schweigeübungen, Seelsorge und Abendmahlsfeier auszeichneten. Diese Anliegen trägt der „Loccumer Arbeitskreis für Meditation“ weiter. Als wissenschaftlicher Referent und Beauftragter für Rüstzeitarbeit im Amt für Gemeindedienst der Evangelisch-lutherischer Landeskirche Hannover arbeitete Heinz-Mohr „eng mit der Kurseelsorge, der Akademie Loccum und Gemeinden zusammen und veranstaltete seine Meditationskurse, Bildbetrachtungen und Lichtbildvorträge im Einkehrhaus St. Michael in Hildesheim, im Kloster Amelungsborn, Sprengelheim Ostercappeln, Dorfhelferinnenseminar in Fischerhude, Lutherstift Falkenburg, Heimvolkshochschule Loccum, Haus der Stille in Bethel“. Heinz-Mohrs Lexikon der Symbole. Bilder und Zeichen der christlichen Kunst (1971) verdankte sich dieser Arbeit und wurde u. a. ins Tschechische, Japanische, und Italienische übersetzt.
An der Akademie in Loccum verantwortete Heinz-Mohr von 1957 bis 1968 unter anderem Tagungen zur Geschichte des Antisemitismus in Deutschland, zum Eheverständnis, Menschenbild, zu Gottesnamen, zum Theater, zum Verständnis des Heiligen Geistes und zur Ökumene.
Der Dienst als Soldat im Zweiten Weltkrieg und schwere Erfahrungen in der sowjetischen Kriegsgefangenschaft, aus der Heinz-Mohr 1949 krank zurückkehrte, wurden aufgearbeitet in seinem Trostbuch aus russischer Kriegsgefangenschaft (1957). Das Trostbuch entstand 1947 handschriftlich auf Packpapier im Lager und wurde von Hand zu Hand weitergereicht und vervielfältigt. Heinz-Mohrs publizistischer Erfolg als Schriftsteller und Redner war sicher auch darin begründet, dass „er als Mensch mit eigener schwerer Lebenserfahrung in verstehendem Glauben vielen anderen Menschen durch Wort und Schrift neu leben half“. Der Anthropologe Volker Sommer nennt ihn verehrten Lehrer und Freund (1990).
Seinem Heimatort Rhaunen und dem von ihm so geliebten Hunsrück blieb Heinz-Mohr sein ganzes Leben lang treu. Stets behielt er sein mit Büchern vollgestopftes Haus in Rhaunen bei, in dem auch seine Mutter noch lange lebte. Er wurde auf dem örtlichen Friedhof begraben.

## Veröffentlichungen (Auswahl)
- Sermon, ob der Christ etwas zu lachen habe. Hamburg 1956
- Zehn-Jahres-Feier der evangelischen Akademie Loccum am 31. Oktober 1956. Hannover 1956
- Mit Jürgen Bergholter: Unbegreiflicher Tag. Kleines Trostbuch aus russischer Gefangenschaft. Metzingen 1957
- Unitas christiana. Studien zur Gesellschaftsidee des Nikolaus von Kues. Trier 1958
- So spricht Nikolaus von Kues. München 1959
- Weisheit aus der Wüste. Ein Brevier geistlicher Lebenshilfe. Hamburg 1959
- Spiel mit dem Spiel. Eine kleine Spielphilosophie. Hamburg 1959
- Gott kommt ins Heute. Evangelische Weihnacht. Hamburg 1960
- Jetzt und in der Stunde unseres Todes. Hamburg 1963 (2. Auflage, Stuttgart 1973 „Stundenbuch 22“)
- Das Globusspiel des Nikolaus von Kues. Erwägungen zu einer Theologie des Spiels. Trier 1965
- Ein neues Lied in der Welt. Gemeindelieder aus jungen Kirchen. Gelnhausen 1965
- Mit Hans-Eckehard Bahr: Brüder der Welt. Hamburg-Freiburg-Zürich 1965[20]
- Christliche Hymnen des 20. Jahrhunderts. Gelnhausen 1966
- Christsein in Kommunitäten. Stuttgart 1968
- Lachen durchs Kirchenjahr. Geschichten, Berichte und allerlei fröhliches Beiwerk. Hamburg 1968 (2. Auflage, 1969)
- Lexikon der Symbole. Bilder und Zeichen der christlichen Kunst. Düsseldorf-Köln 1971 (Nachdruck München 1998)
- Gott liebt die Esel. Düsseldorf-Köln 1972
- Herzhafte Predigten aus alter und neuer Zeit. Die Sau mit dem güldenen Halsband. Düsseldorf-Köln 1973 (Gütersloher Taschenbücher Siebenstern 278, 1978)
- Das vergnügte Kirchenjahr. Heitere Geschichten und schmunzelnde Wahrheiten, Düsseldorf-Köln 1974 (Gütersloher Taschenbücher Siebenstern 217, 1977)
- Die Kunst des geöffneten Lebens. Stuttgart 1975
- Wer zuletzt lacht … Der Humor der letzten Dinge. Köln 1976 (Gütersloher Taschenbücher Siebenstern 1033, 1981)
- Aller Dinge Einheit ist Gott. Zürich 1984
- Vom Licht der letzten Stunde. Sterben lernen heißt Leben lernen. Freiburg 1986
- Der lachende Christ. Geistlicher Humor quer durch Deutschland. Freiburg 1988
- Mit Volker Sommer: Die Rose, Entfaltung eines Symbols. München 1988[21]
- Von wegen altes Eisen. Heiteres aus späten Lebensjahren. Freiburg 1989 (4. Auflage, 1992)

Quelle: